# Herb McKenley
Herbert Henry (Herb) McKenley (Pleasant Valley, 10 juli 1922 - Kingston, 26 november 2007), was een Jamaicaans atleet.

## Biografie
McKenley liep een wereldrecord op de 400 meter in 1948.
McKenley was tijdens de olympische finale van de 4x400meter in 1948 de slotloper en kreeg het stokje niet van Arthur Wint omdat Wint door een spierverrekking uitviel uit en daarmee viel de Jamaicaanse ploeg uit. Op de 400 meter won McKenley het zilver achter zijn landgenoot Arthur Wint.
Vier jaar later won McKenley de olympische gouden medaille op de 4x400 meter in een wereldrecord van 3.03,9, op de 400 meter won McKenley het zilver achter zijn landgenoot George Rhoden, op de 100 meter was er een nipte finish tussen de zes finalisten, pas na het bestuderen van de finishfoto werd duidelijk dat hij zilver had gewonnen.

## Persoonlijke records
| Onderdeel | Prestatie | Datum |
| --------- | --------- | ----- |
| 100 m     | 10,3 s    | 1949  |
| 200 m     | 20,7 s    | 1959  |
| 400 m     | 45,9 s    | 1952  |

## Palmares

### 100m
- 1952:  OS - 10,4

### 200m
- 1948: 4e OS - 21,3

### 400m
- 1948:  OS - 46,4
- 1952:  OS - 45,9

### 4x400m estafette
- 1948: Finale OS - uitgevallen
- 1952:  OS - 3.03,9

1912: Sheppard, Lindberg, Meredith, Reidpath ·
1920: Griffiths, Lindsay, Ainsworth-Davis, Butler ·
1924: Cochran, Helffrich, MacDonald, Stevenson ·
1928: Baird, Alderman, Spencer, Barbuti ·
1932: Fuqua, Ablowich, Warner, Carr ·
1936: Wolff, Rampling, Roberts, Brown ·
1948: Harnden, Bourland, Cochran, Whitfield ·
1952: Wint, Laing, McKenley, Rhoden ·
1956: Jenkins, Jones, Mashburn, Courtney ·
1960: Yerman, Young, G. Davis, O. Davis ·
1964: Cassell, Larrabee, Williams, Carr ·
1968: Matthews, Freeman, James, Evans ·
1972: Asati, Nyamau, Ouko, Sang ·
1976: Frazier, Brown, Newhouse, Parks ·
1980: Valiulis, Linge, Tsjernetski, Markin ·
1984: Nix, Armstead, Babers, McKay ·
1988: Everett, Lewis, Robinzine, Reynolds ·
1992: Valmon, Watts, Johnson, Lewis ·
1996: Harrison, Smith, Mills, Maybank ·
2000: Bada, Chukwu, Monye, Udo-Obong  ·
2004: Harris, Brew, Wariner, Williamson ·
2008: Merritt, Taylor, Neville, Wariner ·
2012: Brown, Pinder, Mathieu, Miller ·
2016: Hall, McQuay, Roberts, Merritt ·
2020: Cherry, Norman, Deadmon, Benjamin ·
2024: Bailey, Norwood, Deadmon, Benjamin